# Bělá u Jevíčka
Bělá u Jevíčka település Csehországban, a Svitavyi járásban. Bělá u Jevíčka Jevíčko, Velké Opatovice, Březina és Slatina településekkel határos. Lakosainak száma 357 fő (2024. január 1.).

## Népesség
A település lakosságának változását az alábbi diagram mutatja:
| Lakosok száma | 828  | 854  | 892  | 642  | 476  | 355  | 351  | 359  | 331  | 357  |
|               | 1869 | 1900 | 1921 | 1961 | 1980 | 2011 | 2016 | 2019 | 2021 | 2024 |